# 入江薫
入江 薫（いりえ かおる、1920年1月1日 - 2015年11月15日）は、日本の作曲家である。宝塚歌劇団の座付き作曲家として多くの作品を手掛ける。
1950年（昭和25年）宝塚歌劇団に入社する。2014年に『宝塚歌劇の殿堂』の100人に選ばれた。